# 前田真理子
前田 真理子（まえだ まりこ、1980年（昭和55年）11月8日 - ）は、テレビ東京の社員。元アナウンサー。

## 人物・略歴
- アメリカ合衆国ロサンゼルス生まれで、一時帰国後幼稚園の時にはロンドンに1年間、引き続きアメリカニューヨークの小学校で過ごし、神奈川県川崎市で育つ。血液型はO型。身長164.5cm。愛称は「ミンミン[2]」「マエマリ[1]」など。
- 頌栄女子学院中学校・高等学校から学習院大学法学部政治学科卒業後、2003年に入社[3]。同期に矢内雄一郎がいる。
大学時代は、ラグビー部のマネージャーを務めていた。一方で在学中の2001年に、NHK教育テレビのビジネスマン向け語学教育番組、『英語ビジネスワールド』のオーディションに合格し、アシスタントに採用される[4]。
  - 日本テレビが主催するアナウンススクール（当時は日本テレビアナウンスカレッジ、現在は日テレ学院[5]）在学時には、『とんねるずの生でダラダラいかせて!!』など、同局のバラエティー番組にも出演していた。
- 帰国子女として高い語学力を持っており、学生時代から通訳派遣会社でアルバイトしていた事から、英語が堪能。現在でも、外国人への取材では流暢な英語で質問する。2007年10月からの一時期はラジオ局・InterFM[6]でバイリンガルDJとしても活動していた。
- 豪快に笑うのが特徴。
- 両親が広島県出身でお好み焼きが好き[7]。広島東洋カープファン。
- 局内では、同姓でアナウンス部の後輩・前田海嘉[8]と区別するために、シフト表の名札は「前田ま[9]」と表記される事もあった。2008年4月にその前田海嘉と「マカロン部[10]」なる同好会を立ち上げた。
- 2012年元日、大手航空会社勤務のパイロットの男性と結婚した[11]。
- 2013年に妊娠し、9月で『NEWSアンサー』を降板後はレギュラーの担当番組を控えて出産に備えた。その後、2014年2月21日に長女を出産[12]。
- 2017年7月に復職。4年間の育児休業中にテレビ東京本社が神谷町から六本木に移転するなどしたこともあって周囲の環境変化に驚き、「浦島太郎のような感じ」と語っている[13]。
- 2020年1月に約15年間在籍したアナウンス部から英語力を活かせる部署へ異動することを自らのInstagramにて発表した[14]。

## 過去の出演番組

### テレビ
- 石坂浩二のニッポン凄い人名鑑（BSジャパン（現・BSテレ東）2017年10月 - 2018年3月）
- 激生!スポーツTODAY（最末期）
- LIVE BANG!（2005年10月 - 2006年3月）
- えぐら開運堂
- スポパラ
  - スポ魂!（金曜日 23:58 - 24:12）
  - メガスポ!（2007年4月 - 2008年3月）
- WRC世界ラリー選手権※2005年まで、不定期に放送。
- 朝は楽しく!スマイルサプリメント → 朝はビタミン!（月 - 金 8:00 - 11:00）※関東ローカル

2007年4月 - 2007年9月は金曜担当、2007年10月 - 2008年3月は木曜担当
- 元祖!でぶや（最終回 2008年3月18日）
- 週刊ニュース新書（2008年4月 - 2008年9月 ニュースコーナー担当）
- オニ発注（水曜深夜、不定期）
- TXNニュース （土曜日担当）
- ワールドビジネスサテライト（2007年4月2日 - 2010年10月1日「トレンドたまご」コーナー担当、2011年9月12日、9月14日（森本智子の休暇代理））
- MADE IN BS JAPAN（BSジャパン（現・BSテレ東）、2010年10月4日 - 2011年9月30日）
- MADE IN BS JAPANアジア♥スキ（BSジャパン（現・BSテレ東）、2011年10月 - 2012年3月）
- マネーの羅針盤（2012年4月7日 - 9月29日）
- NEWSアンサー（2012年7月2日 - 2013年9月27日）
- Mプラス Express（2012年4月2日 - ）『マリコのまーけっとゼミナール』コーナー担当
- 虎ノ門市場（不定期）
- スポーツ中継リポーター。

他多数

### ラジオ
いずれもInterFMの番組
- GLOBAL SATELLITE（木・金担当、2008年4月 - 2009年3月）
- MIDNIGHT VOICE（2007年10月 - 2008年6月） → PLASMA RADIO（月・木・金曜日担当、2008年6月 - 2010年4月）
- MasterCard Passport to Priceless（土曜日、2009年1月 - 2011年9月）
- JAZZY CRUISE（日曜日、2009年10月 - 2010年3月）